# Филип Ернст фон Хоенлое-Валденбург
Филип Ернст фон Хоенлое-Валденбург-Шилингсфюрст (на немски: Philipp Ernst von Hohenlohe-Waldenburg-Schillingsfurst;; * 29 декември 1663 в Шилингсфюрст, Бавария; † 29 ноември 1759) е от 1697 до 1759 г. граф, от 1744 г. княз на Хоенлое-Валденбург-Шилингсфюрст.
Той е син на граф Лудвиг Густав фон Хоенлое-Валденбург-Шилингсфюрст (1634 – 1697) и първата му съпруга графиня Мария Елеанора фон Хатцфелд (1632 – 1667), дъщеря на граф Херман фон Хатцфелд-Глайхен, господар на Вилденбург, Корторф, Халтенберг, Щетен-Розенберг (1603 – 1673) и Мария Катарина Кемерер фон Вормс († 1676).
През 1688 г. наследството е разделено на Хоенлое-Валденбург-Шилингсфюрст и Хоенлое-Валденбург-Бартенщайн. Филип Ернст наследява баща си през 1697 г. На 21 май 1744 г. Филип Ернст е издигнат от императора на княз на Хоенлое-Валденбург-Шилингсфюрст заедно с братовчед му Карл Филип Франц фон Хоенлое-Бартенщайн (1702 – 1763), син на чичо му Филип Карл фон Хоенлое-Бартенщайн (1668 – 1729). Дворецът Шилингсфюрст е посртоен от 1705 до 1740 г.
Той умира на 29 ноември 1759 г. на 95 години и е погребан в Шилингсфюрст. Двата му живи синове наследяват Вилхермсдорф.
През 1807 г. е наследствената подялба на Хоенлое-Валденбург-Шилингсфюрст (вюртембергска линия) и Хоенлое-Валденбург-Шилингсфюрст (баварска линия).

## Фамилия
Филип Ернст се жени на 22 юни 1701 г. във Вилхермсдорф, Бавария, за фрайин Франциска Барбара фон Велц-Еберщайн (* 1660; † 13 април 1718 във Вилхермсдорф), наследничка на Вилхермсдорф, дъщеря на Франц II фон Велц, фрайхер фон Еберщайн (1635 – 1674) и съпругата му Анна Барбара де Гуин († 1681). Тя остава да живее във Вилхермсдорф. Те имат децата:
- Волфганг Ернст (1702 – 1708)
- Карл Юлиус (1703 – 1710)
- Филип Ернст фон Вилхермсдорф (1704 – 1759), от 1733 г. управлява Вилхермсдорф, женен на 5 ноември 1732 г. в Купферцел, Щутгарт, за графиня Франциска Елизабет фон Лимбург-Щирум (1719 – 1752)
- Каролина Юлиана София (1706 – 1758), омъжена на 17 септември 1733 г. за граф Кристиан Ото фон Лимбург-Щирум (1694 – 1749)

Филип Ернст се сгодява на 28 декември 1718 г. във Валерщайн и се жени втори път на 6 януари 1719 г. във Валерщайн (Швабия, Бавария), за графиня Мария Анна Елеонора София фон Йотинген-Валерщайн (* 28 август 1680; † 8 септември 1749 в Шилингсфюрст), дъщеря на полковник граф Филип Карл фон Йотинген-Валерщайн (1640 – 1680) и съпругата му графиня Еберхардина София Юлиана фон Йотинген-Йотинген (1656 – 1743). Те имат един син:
- Карл Албрехт I (1719 – 1793), 2. княз на Хоенлое-Валденбург-Шилингсфюрст (1759 – 1793), женен I. на 7 февруари 1740 г. във Виена за принцеса София Вилхелмина фон Льовенщайн-Вертхайм-Рошфор (1721 – 1749), II. на 29 октомври 1771 г. в Сенонес, Лотарингия, за принцеса Йозефа фон Залм-Залм (1736 – 1799)